# Atrichum selwynii
Atrichum selwynii là một loài Rêu trong họ Polytrichaceae. Loài này được Austin mô tả khoa học đầu tiên năm 1877.